# Ron Gastrobar
Ron Gastrobar is een restaurant in Amsterdam, Nederland, dat sinds 2014 een Michelinster heeft.
De chef-kok van Ron Gastrobar is Ron Blaauw. Blaauw opende het restaurant op 4 april 2013 op de locatie van zijn vorige restaurant Ron Blaauw, dat hij enkele dagen tevoren had gesloten.
GaultMillau kende het restaurant in 2016 14 van de maximaal 20 punten toe.